# کورلاجیک
کورلاجیک (انگلیسی: CoreLogic) شرکت خدمات مالی آمریکایی است، که در سال ۲۰۱۰ تأسیس شد.